# Cornplanter
Cornplanter (Nova York, 1740 - Comtat de Warren, Pennsilvània, 1836) és el nom amb què és conegut Garyan Wahgan, també conegut com a John O'Bail, fill d'un comerciant anglès i una seneca. Assolí fort prestigi entre els seneca i durant la Revolució conduí la seva tribu a donar suport als britànics. Un cop acabada la guerra, dirigí la negociació de la seva tribu en els tractats del 1784, 1789 i 1794 i acceptà les reserves que els oferiren, contra el consell de Red Jacket, amb qui va viure enfrontat la resta de la seva vida. Fou germà del predicador Handsome Lake.